# Luis A. Ibarra
Luis A. Ibarra fue un político peruano
Fue elegido diputado suplente por la provincia de Jauja en el departamento de Junín en 1892. Su mandato se vio interrumpido por la Guerra civil de 1894. En 1901 fue elegido senador por el departamento de Junín ejerciendo ese cargo hasta 1909. Además ocupó los cargos de director de beneficencia y Alcalde de la ciudad de Jauja.
A inicios del siglo XX, ocupó la alcaldía de la provincia de Jauja siendo que en dicha oportunidad se construyó el palacio municipal de esa provincia. Además ocupó el cargo de director de la beneficencia.